# Acacia quadrisulcata
Acacia quadrisulcata är en ärtväxtart som beskrevs av Ferdinand von Mueller. Acacia quadrisulcata ingår i släktet akacior, och familjen ärtväxter. Inga underarter finns listade i Catalogue of Life.